# Isaiah Crockett
Isaiah Crockett (actualmente conocido como Hot Spot, anteriormente Joto) es un personaje ficticio, un superhéroe y exmiembro de Los Jóvenes Titanes; creado por el guionista estadounidense Dan Jurgens para el Universo DC.

## Historia
La madre de Isaías ya estaba embarazada de él cuando se casó con el juez Crockett (que no sabía que el feto era un híbrido de humano y H'San Natall). A los 16 años, Isaías ingreso a la universidad, pero en su primer día en la misma Ivy, él y otros dos estudiantes (Toni Monettia que más tarde se convertiría en Argent, y Cody Driscoll que más tarde se convertiría en Riesgo) fueron secuestrados por un H'San Natall. También fue secuestrado Átomo, sorprendido en el flujo de energía usado para el secuestro. A bordo del buque Hot Spot, rescató a la niña de la Tierra que más tarde se convertiría en prysm, y de allí se escapó. Durante estos eventos, los estudiantes aprendieron que eran todos en parte H'san Natall. Se quedaron juntos y formaron otra encarnación de los Jóvenes Titanes.
Isaías inicialmente tomó el nombre de Slagger, pero su padre sugirió otro nombre en clave, Joto, que en el suajili es la palabra para "calor". Durante una batalla con Haze (Jarrod Júpiter), sufrió quemaduras graves. Antes de morir, le tocó a prysm la mejilla, enviándolo un pulso de calor con su esencia de vida. Más tarde, el H'San Natall reconstruiría su cuerpo, a pesar de que era una máquina de matar sin sentido en este estado. Cuando prysm llegó muy cerca de él, su esencia de vida fue transferida automáticamente a su cuerpo. Juntos, los Titanes y Superman fueron capaces de hablar con el H'San Natall sobre sus nuevas agresiones. El equipo se disolvió y se fue en distintas direcciones. Joto más tarde ayudaría a los Titanes durante el conflicto Technis imperativo, que también contó con la Liga de la Justicia y todos los exmiembros de los Titanes.
Durante el año sabático que se describe en el 52, Isaías se reincorporó brevemente a la más reciente encarnación de los Jóvenes Titanes bajo el nombre de Hot Spot. Durante los acontecimientos que condujeron a la Crisis Final, Hot spot fue uno de los jóvenes héroes en cuenta para la unidad de los miembros del equipo. En última instancia, Isaíah fue tenido en cuenta a favor de Static, Aquagirl y Kid Eternity.
Durante el ataque de Superboy Prime a la Torre de los Titanes, Hot Spot (junto con Prysm y Argent) apareció como uno de los muchos antiguos y posibles Jóvenes Titanes que llegaron para ayudar al equipo actual.
Durante la historia de "Dark Nights: Metal", Hot Spot se muestra como miembro de los Jóvenes Titanes. El casi mata a Replicant antes de que interviniera Sideways.
Durante la historia de Heroes in Crisis, Hot Spot se encuentra entre los héroes asesinados en una explosión de energía causada por Savitar.

## Poderes y habilidades
Hot Spot originalmente tenía el poder de aumentar la temperatura de cualquier objeto que tocara, y él podía sentir el calor a través de una especie de visión por infrarrojos. Su traje original Joto estaba equipado con un cañón montado en la muñeca, con la que podía disparar proyectiles que fueron sobrecalentados previamente por sus poderes.
Durante Un Año Después, los poderes de Hot Spot parecen haber evolucionado, lo que le permite volar, y rodearse de un aura de fuego. Cualquier nuevo poder no se ha visto. Este cambio en sus poderes y el nombre parece estar inspirado por la calificación que recibió en la serie animada.

## Los Jóvenes Titanes (serie animada)
En la serie animada de Los Jóvenes Titanes, el personaje fue renombrado como Hot Spot cuando el personal se enteró de que Joto es un término despectivo para referirse a los homosexuales en español, así como en suajili "Heat". Por esa razón, el personaje adoptó el nombre de Hot Spot. De la misma razón, dentro de la continuidad del Universo DC Isaiah cambó su nombre a Hot Spot. Hot Spot aparece en el episodio "El ganador se lleva todo" en el que participa en un torneo organizado por el Maestro de Juegos, un villano que adquiere los poderes de los que pierden en el torneo. Hot Spot fue derrotado en la primera ronda por Robin, pero vuelve a aparecer con el resto para luchar contra el Maestro de los Juegos después de que el torneo había terminado. Su voz fue hecha brevemente por Khary Payton, pero fue sustituido por la voz de Bumper Robinson.
Hot Spot puede disparar ráfagas de fuego de sus manos, y él es también capaz de convertirse en fuego. Su personalidad había sido de temperamento ardiente, aunque, en el episodio "Confianza", parece menos impetuoso. Al final de las batallas, se le da un comunicador y la pertenencia a los Titanes honorarios por Robin. Apareció en un número de la serie de cómics Teen Titans Go!.
Hot Spot fue el tema principal del episodio "Confianza", en el que es perseguido por Madame Rouge. Como él trata de defenderse de ella, se da cuenta de que la lucha en solitario no siempre es la mejor manera. Justo cuando las cosas parecen sombrías, Robin aparece para ayudarle. Lo desconocido para Hot Spot es que Robin es en realidad Madame Rouge transformada, en su forma de tratar de persuadirlo de "apagarse" y desactivar sus poderes para que pueda atacarlo sin quemarse a sí misma. Una vez que el verdadero Robin es capaz de llegar a él, Rouge aparece en la forma de Robin confundiendo a Hot Spot aún más. Robin es más lento, Hot Spot y su lucha contra Madame Rouge genera el colapso de edificios, y Hot Spot se queda en los escombros. Robin le da su comunicador a Hot Spot, diciendo que lo necesitan para mantenerse en comunicación, más que nunca. Lo que Robin no ve es que Hot Spot es Madame Rouge encubierta. Él y Wildebeest son los primeros Titanes en ser capturados y congelados por la Hermandad. Más y Menos descongelan a todos los Titanes cuando lleguan los refuerzos. Hot Spot y Wildebeest se unen a la lucha, y cuando Rouge intenta impedir que los Titanes originales lleguen al cerebro, se esfuerzan y tenien éxito en vencerle. Se le estiró como a una cinta después Jinx le hace "mala suerte" a ella para el hundimiento de sus pies en el suelo, lo que le impide escapar. Ella es posteriormente congelado por Más y Menos.
Forma parte así como Jinx, kole y Kid Flash de los Titanes honoríficos que poseen un episodios completamente centrado en ellos.